# Betinho
Alberto Tavares Ferreira, plus connu sous le nom de Betinho (né à une date inconnue en Angola) est un joueur de football international angolais, qui évoluait au poste d'attaquant.

## Biographie

### Carrière en sélection
Betinho reçoit dix sélections en équipe d'Angola entre 1998 et 2001, inscrivant quatre buts.

## Palmarès
| Petro de Luanda \| - Championnat d'Angola (2) : - Champion : 2000 et 2001. - Meilleur buteur : 1998 (14 buts). - Coupe d'Angola (1) : - Vainqueur : 1998 et 2000. \| \| - Supercoupe d'Angola : - Finaliste : 1999 et 2001. - Coupe d'Afrique des vainqueurs de coupe : - Finaliste : 1998. \| |  | 1º de Agosto - Coupe d'Angola : - Finaliste : 2004.                                                                 |
| - Championnat d'Angola (2) : - Champion : 2000 et 2001. - Meilleur buteur : 1998 (14 buts). - Coupe d'Angola (1) : - Vainqueur : 1998 et 2000. |  | - Supercoupe d'Angola : - Finaliste : 1999 et 2001. - Coupe d'Afrique des vainqueurs de coupe : - Finaliste : 1998. |